# Dusona flavescens
Dusona flavescens là một loài tò vò trong họ Ichneumonidae.